# Scutellidium caenus
Scutellidium caenus är en kräftdjursart som beskrevs av Ito 1976. Scutellidium caenus ingår i släktet Scutellidium och familjen Tisbidae. Inga underarter finns listade i Catalogue of Life.